# Oberwölz
Oberwölz é uma cidade da Áustria, situada no distrito de Murau, no estado da Estíria. Tem 210,17 km² de área e sua população em 2019 foi estimada em 2.936 habitantes.
A cidade foi fundada como parte da reforma municipal da Estíria, realizada no final de 2014, a partir da fusão dos antigos municípios independentes de Oberwölz Stadt, Oberwölz Umgebung, Schönberg-Lachtal e Winklern bei Oberwölz.